# Harpur (Nawalparasi)
Pour les articles homonymes, voir Harpur.
Harpur (en népalais : हरपुर) est un comité de développement villageois du Népal situé dans le district de Nawalparasi. Au recensement de 2011, il comptait 6 148 habitants.